# Adam Żydowski
Adam Żydowski herbu Doliwa (ur. ok. 1580, zm. 1653) – polski prawnik, patron przy Trybunale Koronnym w Lublinie, uczestnik bitwy pod Chocimiem.

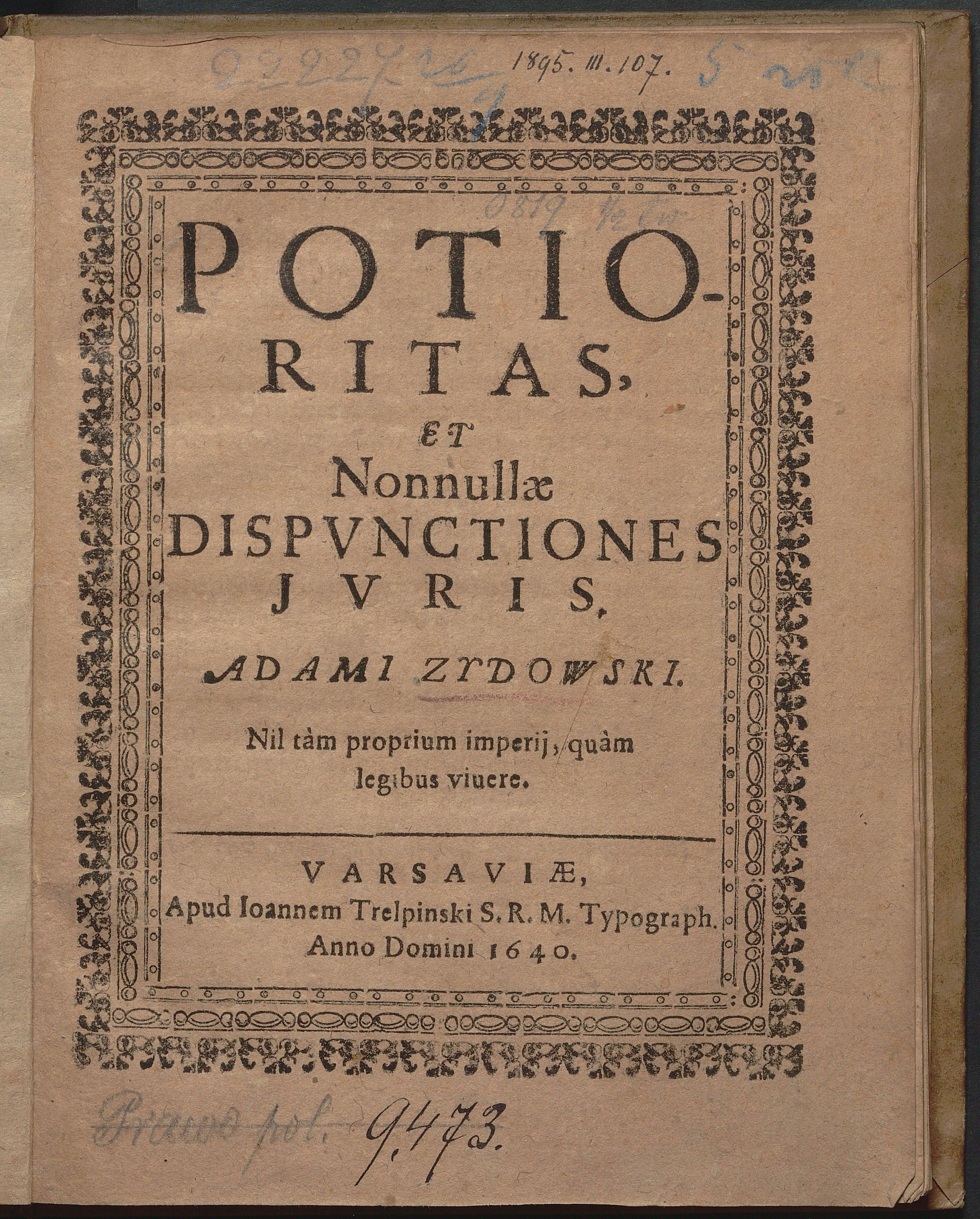
Strona tytułowa Potioritas et nonnullae dispunctiones iuris Adama Żydowskiego z 1640 r.

## Życiorys
Pochodził z wielkopolskiego rodu Żydowskich herbu Doliwa. Urodził się ok. 1580 w położonej w powiecie gnieźnieńskim dawnego województwa kaliskiego wsi Palędzie Dolne. Był synem średniozamożnego szlachcica Sebastiana Żydowskiego i Elżbiety Tupalskiej. Kształcił się w gimnazjum jezuickim w Brunsberdze (Braniewie), gdzie w 1600 pełnił urzędy konsultora (consultor) i sekretarza kongregacji studenckiej. 
W 1640 sprzedał Palędzie Dolne, a następnie przeniósł się do województwa lubelskiego, gdzie dostał w dzierżawę dobra Osiny i Wola Osińska od podskarbiego wielkiego koronnego Jan Mikołaj Daniłowicza.
W 1646 zamieszkał w klasztorze karmelitów bosych w Lublinie. Kilka lat później poważnie podupadł na zdrowiu. W 1651 sporządził testament oraz przekazał wszelkie dokumenty do prowadzonych przez siebie spraw pisarzowi grodzkiemu przemyskiemu Stanisławowi Sicińskiemu. Zmarł w połowie 1653. Nigdy się nie ożenił. Nie pełnił żadnych urzędów publicznych. Został pochowany w jednej z kaplic nieistniejącego dziś kościoła karmelitów bosych w Lublinie.
Był głęboko wierzącym i praktykującym katolikiem, co znalazło odbicie w licznych darowiznach i legatach na rzecz klasztorów i instytucji kościelnych. W 1627 razem z bratem Janem przeznaczył 2000 zł na rzecz kościoła w Sławsku, gdzie znajdowała się kaplica jego rodziców. Należał także do fundatorów katedr teologii i filozofii w Studium Formale przy klasztorze dominikanów w Lublinie. 

## Twórczość

### Dzieła
1. Potioritas et nonnullae dispunctiones iuris, Zamość 1623 w oficynie Szymona Niziołkowica (Nizoliusa). Przedrukowane w 1631 (Warszawa, oficyna Jana Rossowskiego), 1640 (Warszawa, oficyna Jana Trelpińskiego) oraz już po śmierci autora w 1677 (Kraków, oficyna Szedela). Dzieło poświęcone procedurze konkursu do majątku dłużnika (potioritas). Poza właściwą treścią zawiera także rozdziały: Praescriptio in criminalibus (Dawność w sprawach kryminalnych), Caput baniti (Głowa banity) oraz zakończenie (Praemonitio)[6].
2. Controversiae causarum selectiorum iuris, obszerny traktat prawniczy, gdzie rozważania nad każdym spornym zagadnieniem, wprowadzonym zazwyczaj przez zadanie pytania (Utrum...?), zawierają argumenty za i przeciwko możliwemu rozstrzygnięciu. W 1715 zamierzali je wydać lubelscy dominikanie, lecz z powodu znacznych kosztów druku zrezygnowali z tego pomysłu[7]. Rękopiśmienne kopie tego dzieła przechowywane są m.in. w Bibliotece Jagiellońskiej (rkp. 8074 III)[8] oraz Bibliotece PAU i PAN w Krakowie (rkps 1259)[9].

### Listy i materiały
1. Porada prawna z 14 maja 1637, wyd. L. Babiński: Porada prawna Adama Żydowskiego, "Gazeta Sądowa Warszawska" R. 46, 1918, № 43-45, s. 455-456. Zdaniem wydawcy list adresowany był do podskarbiego wielkiego koronnego Jana Mikołaja Daniłowicza. Jego autograf przechowywano w Bibliotece Ordynacji Krasińskich w Warszawie, w zniszczonym rękopisie o sygn. 4022 ("T. II. Pisma publiczne XVII w. 1628-1654", k. 62). Opis tego rękopisu podał F. Puławski: Opis 815 rękopisów Biblioteki Ordynacji Krasińskich, Warszawa 1915, s. 271-278.
2. Testament z 22 czerwca 1651, oblatowany przez przeora lubelskich karmelitów w aktach Trybunału Koronnego 25 sierpnia 1653. Wybrane fragmenty cytuje L. Babiński: Życie i dzieła Adama Żydowskiego, Lwów 1926, s.15-20. Łącznie, nie licząc wartości wymienionych w testamencie przedmiotów, zapisane legaty wyniosły 22 700 złotych polskich.
3. Miscellanea prawnicze Adama Żydowskiego, Biblioteka Narodowa, rps 6623 III[10].
4. Zapiski prawnicze i gospodarcze Adama Żydowskiego, Biblioteka Narodowa, rps 6625 III[11].